# Cratere Kostya
Kostya è un piccolo cratere lunare di 0,13 km situato nella parte nord-occidentale della faccia visibile della Luna.